# 陈伟义
陈伟义（1960年6月—），浙江省天台人，中华人民共和国政治人物。

## 生平
1983年1月加入中国共产党。2002年12月代任玉环县县长。2003年4月，正式担任。2005年6月，担任中国共产党温岭市委员会书记。2009年11月，任中共台州市委常委、黄岩区委书记。2017年3月31日，当选为台州市政协主席。